# Family Compact

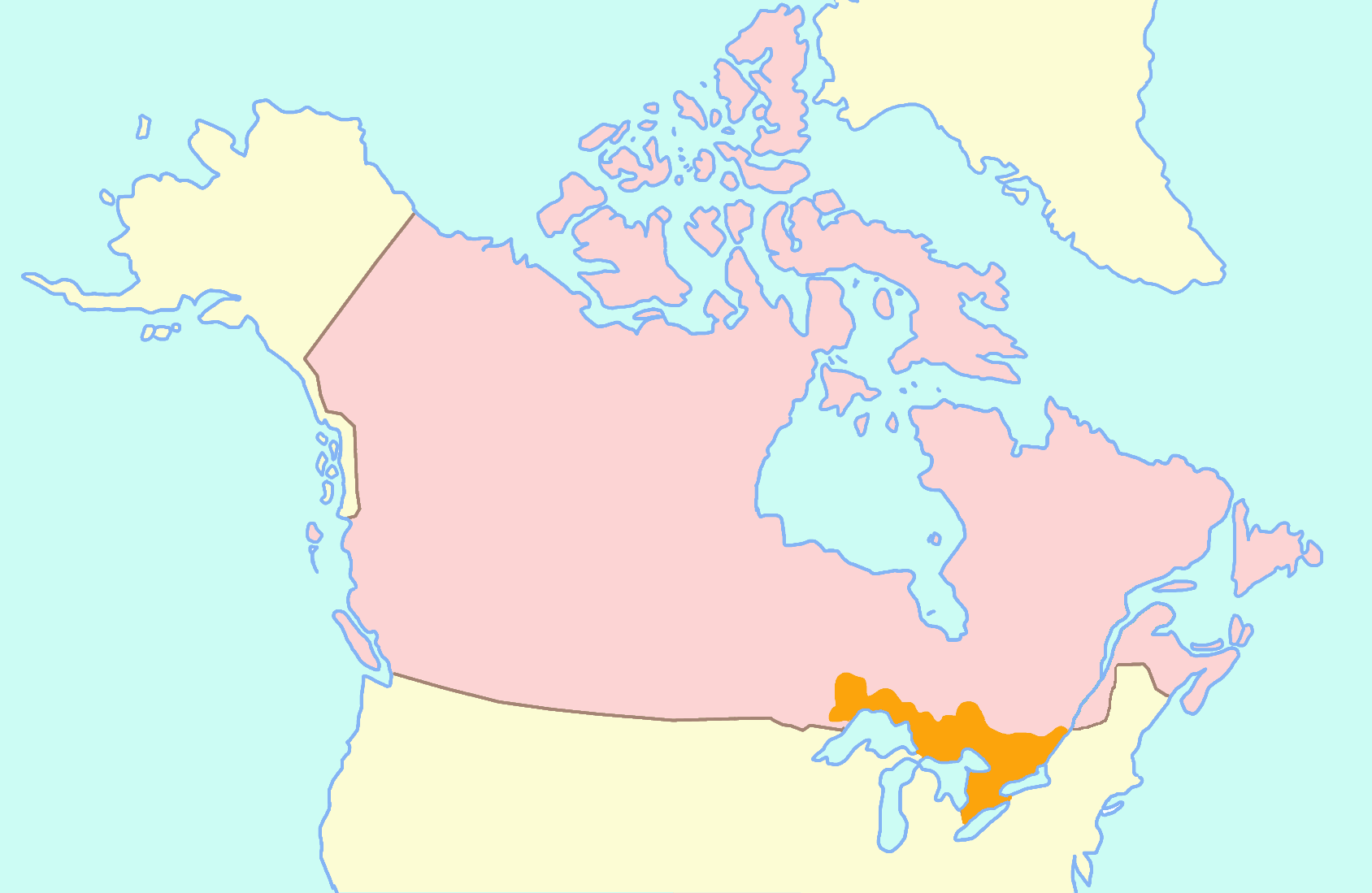
Cartographie du Haut-Canada.

La Family Compact ou Pacte de Famille était le nom informel de la riche élite conservatrice du Haut-Canada au début du XIXe siècle et qui a gouverné la colonie avant l'avènement du gouvernement responsable.
La Family Compact se développe après la Guerre de 1812 et existe jusqu'à l'unification du Haut et du Bas-Canada en 1841. Au Bas-Canada, le groupe équivalent de l'élite s'appelait la Clique du Château. Les membres de la Family Compact étaient qualifiés d'adhérents au « toryisme enragé » par Charles Dickens au cours de sa visite en Amérique du Nord.
La Family Compact contrôle le gouvernement à travers le Conseil exécutif (les conseillers du lieutenant-gouverneur) ; l'Assemblée législative, élue par le peuple, détient peu de pouvoirs réels. Les membres de la Family Compact s'assurent que leurs membres et sympathisants contrôlent tous les postes importants dans la colonie à travers le patronage politique.
La Family Compact est principalement basée à Toronto (appelée York à l'époque). Son membre le plus important est l'évêque John Strachan ; en effet, plusieurs des autres membres sont ses anciens étudiants, ou des gens de sa parenté. Les autres membres sont principalement les descendants des loyalistes ou de récents immigrants britanniques. Avec ce fond loyaliste et sous la direction de Strachan, ils sont fortement monarchistes, et privilégient l'Église anglicane non seulement aux dépens du catholicisme mais également des autres églises protestantes. Ils interprètent l'Acte constitutionnel de 1791, qui accordait des terres pour la construction d'églises protestantes, de façon à autoriser seulement les églises anglicanes. Ils parviennent à imposer cette interprétation par la création de la Clergy Corporation qui gère les réserves. Un grand nombre de colons écossais presbytériens, ainsi que de plus petits groupes de méthodistes, s'opposent à ces pratiques.
L'influence de la Family Compact est une des grandes inquiétudes du réformateur radical William Lyon Mackenzie. La frustration que Mackenzie éprouve face à leur contrôle du gouvernement est l'un des éléments déclencheurs de la Rébellion du Haut-Canada de 1837, qui échoue. Leur mainmise sur les leviers du pouvoir est éliminée par la création de la Province du Canada sous Lord Durham, qui remplace Sir Francis Bond Head (un partisan de la Family Compact) au poste de lieutenant-gouverneur en 1838.